# Roll of Thunder, Hear My Cry

Roll of Thunder, Hear My Cry est un téléfilm américain réalisé par Jack Smight, diffusé en 1978.

## Fiche technique
- Titre original : Roll of Thunder, Hear My Cry
- Réalisateur : Jack Smight
- Scénariste : Arthur Heinemann
- Directeur de la photographie : Robert B. Hauser
- Pays d'origine :  États-Unis
- Durée : 110 minutes
- Date de diffusion :  États-Unis : 2 juin 1978

## Distribution
- Claudia McNeil : Big Ma
- Janet MacLachlan : Mary Logan
- Robert Christian : David Logan
- Larry B. Scott : T.J.
- Roy Poole : Granger
- Rockne Tarkington : Morrison
- John Cullum : M. Jamison
- Morgan Freeman : Oncle Hammer
- Lark Ruffin : Cassie
- Eric Dunnaway : Petit homme
- Tony Ross : Stacey
- Rodney King Adams : Christopher John

## Distinctions
Nomination
- 1978 : 2 nominations aux Emmy Awards.